# Bactrododema
Bactrododema is een geslacht van Phasmatodea uit de familie Diapheromeridae. De wetenschappelijke naam van dit geslacht is voor het eerst geldig gepubliceerd in 1858 door Carl Stål.

## Soorten
Het geslacht Bactrododema omvat de volgende soorten:
- Bactrododema aestuans (Westwood, 1859)
- Bactrododema alldridgei (Kirby, 1905)
- Bactrododema bayeri (Schouteden, 1917)
- Bactrododema centaurum (Westwood, 1859)
- Bactrododema episcopalis (Kirby, 1896)
- Bactrododema hecticum (Lichtenstein, 1796)
- Bactrododema hippotaurum (Karsch, 1896)
- Bactrododema krugeri Brock, 2004
- Bactrododema leopoldi (Schouteden, 1916)
- Bactrododema miliaris Bolívar, 1889
- Bactrododema minotaurus (Gerstaecker, 1883)
- Bactrododema moirae (Kirby, 1896)
- Bactrododema pectinicornis (Redtenbacher, 1908)
- Bactrododema phillipsi (Kirby, 1896)
- Bactrododema reyi (Grandidier, 1869)
- Bactrododema tiaratum Stål, 1858
- Bactrododema wayi Kirby, 1902
- Bactrododema welwitschi Bolívar, 1889